# Paracupes ascius
Paracupes ascius är en skalbaggsart som beskrevs av Arturs Neboiss 1989. Paracupes ascius ingår i släktet Paracupes och familjen Cupedidae. Inga underarter finns listade i Catalogue of Life.